# Henry Fool
Henry Fool és una pel·lícula independent estatunidenca dirigida el 1997 per Hal Hartley i premiada amb el premi al millor guió al Festival de Canes 1998.

## Argument
Henry Fool relata la trobada iniciàtica entre Henry, vagabund alcohòlic, erudit i mitòman i Simon, escombriaire als límits de l'autisme que viu amb la seva mare depressiva al costat de la seva germana nimfòmana .

Al contacte de Henry, que ve a sotsarrendar el celler deteriorat de la casa familiar, Simon descobreix una passió per la literatura i una ànima de poeta, revelació que trastornarà la vida dels dos homes en un punt que mai no haurien pogut concebre.

## Repartiment
- Thomas Jay Ryan: Henry Fool
- James Urbaniak: Simon Grim
- Parker Posey: Fay Grim
- Maria Porter: Mary
- James Saito: Mr Deng
- Kevin Corrigan: Warren

## Premis
Henry Fool es va endur el premi del guió al Festival de Canes 1998, i ha estat igualment nominada per a la Palma d'Or el mateix any.